# میلیجا الکسیچ
میلیجا الکسیچ (انگلیسی: Milija Aleksic; ۱۴ آوریل ۱۹۵۱ – ۱۷ اکتبر ۲۰۱۲) بازیکن فوتبال اهل بریتانیا بود.
از باشگاه‌هایی که در آن بازی کرده‌است می‌توان به باشگاه فوتبال ایستوود، باشگاه فوتبال لوتون تاون، باشگاه فوتبال تاتنهام هاتسپر، باشگاه فوتبال آکسفورد یونایتد، باشگاه فوتبال ایپسویچ تاون، باشگاه فوتبال پلیموث آرگیل، باشگاه فوتبال بارنت، باشگاه فوتبال استافورد رانجرز، و باشگاه فوتبال پورت ویل اشاره کرد.